# قلعه‌سرد بالا
قلعه‌سرد بالا، روستایی در دهستان دهدز بخش مرکزی شهرستان دزپارت در استان خوزستان ایران است.

## جمعیت
بر پایه سرشماری عمومی نفوس و مسکن در سال ۱۳۹۵، جمعیت این روستا برابر با ۴۸ نفر (۱۳ خانوار) بوده است.